# Rubén Navarro
Rubén Marino Navarro (La Banda, 30 marzo 1933 – Buenos Aires, 14 luglio 2003) è stato un allenatore di calcio e calciatore argentino, di ruolo difensore. Era soprannominato dal 1960 "Hacha Brava".
Negli ultimi anni di vita ha sofferto della malattia di Alzheimer.

## Carriera

### Club
Dopo aver giocato con gli argentini dell'Independiente, si trasferì nella stagione 1967 negli statunitensi del Philadelphia Spartans, di cui a partire dall'agosto di quell'anno fu anche allenatore, al posto dell'esonerato John Szep. Navarro ottenne il secondo posto della Eastern Division della NPSL.
La stagione seguente passò ai Cleveland Stokers, con cui raggiunse la semifinale della prima edizione della North American Soccer League.

### Nazionale
Con la nazionale argentina ha preso parte ai Mondiali 1962.

## Palmarès

### Club

#### Competizioni nazionali
- Campionato argentino: 2

Independiente: 1960, 1963

#### Competizioni internazionali
- Coppa Libertadores: 2

Independiente: 1964, 1965